# (1468) Zomba
(1468) Zomba ist ein Asteroid des Hauptgürtels, der am 23. Juli 1938 vom südafrikanischen Astronomen Cyril V. Jackson in Johannesburg entdeckt wurde.
Der Name des Asteroiden ist von Zomba in Malawi (damals: Nyassaland) abgeleitet.